# TC '91 Stadshagen
TC '91 Stadshagen is een Zwolse tennisvereniging met een nieuwe accommodatie op het nieuwe Sportpark de Verbinding in de Vinex-wijk Stadshagen, Zwolle.

## Geschiedenis
Tennisclub TC '91 Stadshagen is een bij de KNLTB aangesloten vereniging en een van de zeven Zwolse tennisverenigingen. De tennisclub TC '91 Stadshagen uit Zwolle is in 2003 begonnen met bouwen en in 2004 verhuisd van haar vorige locatie in de wijk Holtenbroek naar haar nieuwe sportaccommodatie in Stadshagen.
Voorheen heeft TC '91 Stadshagen onder de naam TV Always gespeeld op het Tenniscentrum Zwolle op de locatie Holtenbroek. In 1991 is besloten om verder te gaan onder de naam TC '91. Er werd daarbij gebruikgemaakt van de accommodatie van Tenniscentrum Zwolle. Door het wijzigen van de eigenaar van het sportcomplex heeft er zich vervolgens een wijziging van exploitatie in een commerciële richting ontwikkeld. Dit zorgde ervoor dat TC '91 uiteindelijk geen accommodatie meer ter beschikking had, en er een 'slapende' vereniging ontstond.
De vereniging heeft zich in korte tijd aangepast aan de sterk gewijzigde situatie; van een op een professionele organisatie leunende verzameling tennissers heeft de club zich getransformeerd in een zelfstandige vereniging die met overtuiging aan zijn toekomst bouwt. De vereniging heeft zich voor haar toekomst in samenwerking met de Gemeente Zwolle op de nieuwbouwwijk Stadshagen gericht. In deze Vinex-wijk is de noodzakelijke ruimte voor accommodatie en een tennispark beschikbaar en woont tevens al een behoorlijk potentieel van leden. De naamgeving van de vereniging is daarbij gewijzigd van TC '91 in TC '91 Stadshagen.
In 2003 is begonnen met de bouw van het tennispark op Sportpark de Verbinding aan de Oude Wetering in Stadshagen. De tennisvereniging beschikt daarmee over een open en transparant tennispark met 10 tennisbanen, 4 french-court en 6 kunstgras, en een modern clubhuis. 
De ligging van het tennispark op Sportpark de Verbinding, in het toekomstige 'midden' van Stadshagen, geeft het sportpark een verbindingsfunctie als centraal sportpunt van Stadshagen. De verwachting is dan ook dat er voldoende leden bij zullen komen en dat de vereniging kan (door)groeien.

## Organisatie en commissies
De vereniging beschikt over de volgende commissies:
- Technische Commissie
- Toernooicommissie
- Facilitaire commissie
- Jeugdcommissie
- Commissie Ledenwerving en behoud
- Baancommissie
- Sponsorcommissie
- Evenementencommissie
- Ledenadministratie

## Toernooienoverzicht
- Open Jeugdtoernooi in maart
- Open Toernooi in juli
- Clubkampioenschappen in september
- Open Dubbeltoernooi 30+ en 40+ in oktober